# Willa „Niespodzianka”
Willa „Niespodzianka” – zabytkowa willa w Grodzisku Mazowieckim, przy ulicy Kościuszki 12. Została wybudowana w 1903 roku. Willę zaprojektował Józef Moszyński.

## Historia
Budowę willi ukończono przed końcem 1903 roku. Razem z willą wokół niej powstały budynki z lokalami na wynajem. Całość otoczona była murowanym ogrodzeniem z neogotycką bramą (obecnie nie istniejącą). Budowę wilii sfinansował Józef Moszyński, który był jej projektantem oraz pierwszym właścicielem. Józef Moszyński zmarł w 1914 roku. W 1932 roku po jego śmierci, rodzina sprzedała budynek Maurycemu Freidlichowi, który był ławnikiem w zarządzie Grodziska Mazowieckiego. Budynek do końca XX w. należał do jego spadkobierców.
W 2010 roku Willa „Niespodzianka” została podpalona i groziła jej rozbiórka.
W 2014 roku budynek stał się własnością gminy.
W roku 2017 willa została wyremontowana. Obecnie w budynku mieści się sala ślubów oraz Grodziskie Centrum Edukacji Plastycznej. 
W późniejszych latach obok budynku wybudowano nowoczesny ratusz.